# Somanniathelphusa
Somanniathelphusa is een geslacht van kreeftachtigen uit de klasse van de Malacostraca (hogere kreeftachtigen).

## Soorten
- Somanniathelphusa amoyensis Naiyanetr & Dai, 1997
- Somanniathelphusa araeochela Naiyanetr & Dai, 1997
- Somanniathelphusa bawangensis Dai & Xing, 1994
- Somanniathelphusa boyangensis Dai, Peng & X. M. Zhou, 1994
- Somanniathelphusa brevipodum Dai, Y. Z., Song, He, Cao, Xu & Zhong, 1975
- Somanniathelphusa dangi Yeo & Nguyen, 1999
- Somanniathelphusa falx Ng & Dudgeon, 1992
- Somanniathelphusa gaoyunensis Dai, Peng & X. M. Zhou, 1994
- Somanniathelphusa grayi (Alcock, 1909)
- Somanniathelphusa guilinensis Naiyanetr & Dai, 1997
- Somanniathelphusa hainanensis Dai & Xing, 1994
- Somanniathelphusa huaanensis Naiyanetr & Dai, 1997
- Somanniathelphusa huanglungensis Dai, Peng & X. M. Zhou, 1994
- Somanniathelphusa kyphuensis Dang, 1975
- Somanniathelphusa lacuvita Ng, 1995
- Somanniathelphusa linchuanensis Dai, Peng & X. M. Zhou, 1994
- Somanniathelphusa longicaudus Naiyanetr & Dai, 1997
- Somanniathelphusa megachela Naiyanetr & Dai, 1997
- Somanniathelphusa nanningensis Naiyanetr & Dai, 1997
- Somanniathelphusa pax Ng & Kosuge, 1995
- Somanniathelphusa plicatus (Fabricius, 1798)
- Somanniathelphusa qiongshanensis Dai & Xing, 1994
- Somanniathelphusa ruijinensis Dai, Peng & X. M. Zhou, 1994
- Somanniathelphusa sinensis (H. Milne Edwards, 1853)
- Somanniathelphusa taiwanensis Bott, 1968
- Somanniathelphusa tongzhaensis Naiyanetr & Dai, 1997
- Somanniathelphusa triangularis Dang & Hai, 2005
- Somanniathelphusa yangshanensis Naiyanetr & Dai, 1997
- Somanniathelphusa yuilinensis Naiyanetr & Dai, 1997
- Somanniathelphusa zanklon Ng & Dudgeon, 1992
- Somanniathelphusa zhangpuensis Naiyanetr & Dai, 1997
- Somanniathelphusa zhapoensis Naiyanetr & Dai, 1997
- Somanniathelphusa zhongshiensis Dai, Peng & X. M. Zhou, 1994